# Extremismus
Extremismus ist ein in der Extremismusforschung umstrittener Begriff, mit dem Behörden und Gerichte in Deutschland seit etwa 1973 politische Einstellungen und Bestrebungen als grundsätzlich verfassungsfeindlich bewerten und im umstrittenen Modell des politischen Spektrums den äußersten Rändern außerhalb der freiheitlich demokratischen Grundordnung zuordnen. Der Begriff ersetzte im amtlichen Sprachgebrauch den bis dahin gebräuchlichen Begriff Radikalismus, der seither für politische Einstellungen am Rande innerhalb des demokratischen Spektrums verwendet wird. In den spärlichen wissenschaftlichen Darstellungen werden teilweise die Differenzen zwischen den verschiedenen Formen des Extremismus hervorgehoben, mangelnde Differenziertheit vor allem hinsichtlich dem kapitalismuskritischen Linksextremismus bemängelt und die Verlagerung behördlicher, vermeintlich verbindlicher Vorstellungen in das Feld des politischen Diskurses kritisiert.

## Definition
Die Attribute „extrem“ und „extremistisch“ sind vom lateinischen Wort extremus abgeleitet, dem Superlativ von „außen“ (exterus).
Für die deutschen Verfassungsschutzbehörden hat der Begriff eine normative und abwertende Funktion. Er ist nicht legal definiert. Das deutsche Bundesamt für Verfassungsschutz definierte im Jahr 2000 Extremismus in Form einer definitio ex negativo als „fundamentale Ablehnung des demokratischen Verfassungsstaats“. Darunter fielen alle Bestrebungen, die sich gegen den Kern des Grundgesetzes oder der FDGO insgesamt richten.
Diese Begriffe – „demokratischer Verfassungsstaat“, „Kern des Grundgesetzes“ und „Freiheitlich-Demokratische Grundordnung (FDGO)“ – führen hier gleichbedeutend auf die Definition im SRP-Verbotsurteil vom 23. Oktober 1952 (1 BvB 1/51) – dem ersten Parteiverbot in der Bundesrepublik Deutschland – hin:
2. Freiheitliche demokratische Grundordnung im Sinne des Art. 21 II GG ist eine Ordnung, die unter Ausschluß jeglicher Gewalt- und Willkürherrschaft eine rechtsstaatliche Herrschaftsordnung auf der Grundlage der Selbstbestimmung des Volkes nach dem Willen der jeweiligen Mehrheit und der Freiheit und Gleichheit darstellt. Zu den grundlegenden Prinzipien dieser Ordnung sind mindestens zu rechnen: die Achtung vor den im Grundgesetz konkretisierten Menschenrechten, vor allem vor dem Recht der Persönlichkeit auf Leben und freie Entfaltung, die Volkssouveränität, die Gewaltenteilung, die Verantwortlichkeit der Regierung, die Gesetzmäßigkeit der Verwaltung, die Unabhängigkeit der Gerichte, das Mehrparteienprinzip und die Chancengleichheit für alle politischen Parteien mit dem Recht auf verfassungsmäßige Bildung und Ausübung einer Opposition.
Uwe Backes definierte 2001 Extremismus als „politische Diskurse, Programme und Ideologien, die sich implizit oder explizit gegen grundlegende Werte und Verfahrensregeln demokratischer Verfassungsstaaten richten“.
Definition und Anwendung des in der Politikwissenschaft etablierten Begriffs sind umstritten. Besonders diskutiert wird, inwieweit er als Oberbegriff für Linksextremismus und Rechtsextremismus geeignet ist.

## Begriffsherkunft und Abgrenzung
Ideengeschichtlich aus dem Umfeld der Totalitarismustheorien stammend leitet sich der Extremismusbegriff aus dem KPD-Verbot von 1956 ab. In dieser Entscheidung des Bundesverfassungsgerichtes (BVerfG) kam es zu einer richtungsweisenden Auslegung der Prinzipien der „streitbaren Demokratie“ des Grundgesetzes und des darin mehrfach erwähnten Begriffs der freiheitlichen demokratischen Grundordnung. Diese gelte es zu schützen:

„Wenn das Grundgesetz einerseits noch der traditionellen freiheitlich-demokratischen Linie folgt, die den politischen Parteien gegenüber grundsätzliche Toleranz fordert, so geht es doch nicht mehr so weit, aus bloßer Unparteilichkeit auf die Aufstellung und den Schutz eines eigenen Wertsystems überhaupt zu verzichten. Es nimmt aus dem Pluralismus von Zielen und Wertungen, die in den politischen Parteien Gestalt gewonnen haben, gewisse Grundprinzipien der Staatsgestaltung heraus, die, wenn sie einmal auf demokratische Weise gebilligt sind, als absolute Werte anerkannt und deshalb entschlossen gegen alle Angriffe verteidigt werden sollen; soweit zum Zwecke dieser Verteidigung Einschränkungen der politischen Betätigungsfreiheit der Gegner erforderlich sind, werden sie in Kauf genommen. Das Grundgesetz hat also bewußt den Versuch einer Synthese zwischen dem Prinzip der Toleranz gegenüber allen politischen Auffassungen und dem Bekenntnis zu gewissen unantastbaren Grundwerten der Staatsordnung unternommen.“

Zuvor war in dem Zusammenhang von Rechts- bzw. Linksradikalismus gesprochen worden. Die Forschung geht von einer Übergangsphase vom Radikalismus- zum Extremismusbegriff zwischen 1967 und Mitte der 1970er-Jahre, als politische Reaktion auf die Neue Linke, aus. Abgeleitet vom Anforderungsprofil des genannten Urteils des BVerfG wird „Extremismus“ seither als Arbeitsbegriff für die Verwaltungspraxis verwendet. Er erschien in dieser Form erstmals im Verfassungsschutzbericht von 1973. Bis 1975 kam es zu einer vollständigen Begriffsumstellung beim Inlandsgeheimdienst. Auch in anderen Behörden diente die Umstellung im Sprachgebrauch dazu, mögliche verfassungsfeindliche Bestrebungen besser erfassen zu können. Heute verwenden ihn die meisten der im Parlament vertretenen politischen Parteien ebenso wie die staatlichen Institutionen der Bundesrepublik. In Gesetzestexten wird auf ihn ebenfalls Bezug genommen.
Der frühere Innenminister Werner Maihofer begründete die begriffliche Abgrenzung zum „Radikalismus“ mit dem Hinweis, dass politische Bestrebungen nicht allein deshalb verfassungswidrig seien, weil sie radikale Fragen stellen. Zwar werden die Begriffe auch in der wissenschaftlichen Literatur weiterhin nicht präzise abgegrenzt und oft synonym verwendet. In der behördlichen Terminologie macht es jedoch einen erheblichen Unterschied, ob eine Gesinnung oder Organisation als „radikal“ oder „extremistisch“ eingestuft wird, da davon abhängt, ob sie als noch verfassungsgemäß (radikal) oder verfassungswidrig (extremistisch) eingeschätzt wird.
Da dieser so genannte „normative Extremismusbegriff“ eine Abweichung von der gesellschaftlichen Norm beinhaltet und diese Abweichung zugleich negativ bewertet, nennen sich so bezeichnete Gruppen in der Regel nicht selbst „extremistisch“. Vielmehr betrachten sie dieses Attribut als herabsetzende Zuschreibung und Ausgrenzung ihrer politischen Positionen aus dem demokratischen Meinungsspektrum und dem gesellschaftlichen Diskurs.

## Extremistisches Denken
Die Mehrzahl der Forschungsarbeiten zum politischen Extremismus befassen sich mit der Frage, ob eine politische Gruppierung extremistisch ist oder nicht. Dabei kommt die normative, bewertende Perspektive zum Einsatz. In dieser wird Extremismus negativ als Antithese zum demokratischen Verfassungsstaat konzipiert. Folgende Kriterien sind dabei relevant: 
„das Ethos menschlicher Fundamentalgleichheit, Menschen- und Bürgerrechte, der Konstitutionalismus mit dem Prinzip der Gewaltenteilung und dem Schutz der persönlichen Freiheitssphäre des Einzelnen, rechtsstaatliche Vorgaben, das Mehrheitsprinzip verbunden mit einem Minderheitenschutz, ein Verständnis von Demokratie im Sinne der Konkurrenztheorie, ein politischer und gesellschaftlicher Pluralismus sowie das Repräsentativprinzip“ 
Eine zweite Perspektive definiert politischen Extremismus positiv. Dabei geht es um die Frage, was extremistisches Denken im Kern ausmacht. In seiner positiven Begriffsdefinition ist der Absolutheitsanspruch das entscheidende Kriterium, um extremistisches Denken zu identifizieren. Nach Uwe Backes besteht dieser aus bestimmten „Kernaussagen über die Welt“, von denen Extremisten behaupten, sie würden auf „objektiven“ Erkenntnissen basieren und wären absolut wahr. Uwe Backes setzt dem „totalitären Denken“ das Konzept der Mehrdeutigkeit entgegen: Danach resultiert extremistisches Denken aus der fehlenden Bereitschaft, Mehrdeutigkeit bei der Bewertung politischer Phänomene zuzulassen.
Tom Mannewitz und Fabian Fischer kontrastieren in ähnlicher Weise das psychologische Konzept der Ambiguitätstoleranz, also das Ertragen-können von Mehrdeutigkeit, vom kohärenzdominierten Denken extremistischer Akteure. Ein „kohärentes Denksystem“ diene der Meidung von „Mehrdeutigkeit und Widersprüchlichkeit“ und damit der Auflösung kognitiver Dissonanzen. 
Nach Fischer ist die demokratische Antwort auf ein extremistisches Feindbild nicht „eine ‚richtige‘ Wirklichkeit, sondern der Pluralismus der Sichtweisen und Deutungen auf die komplexe soziale Welt“.
Der radikale Wahrheitsanspruch extremistischer Akteure ergibt sich nach Fischer aus den Mehrwerten, die Ideologien den Menschen bieten. Dazu zählen Identitätsstiftung, Gruppenkohäsion und die Externalisierung von Problemen in Form von einfachen monokausalen Erklärungsmustern. Negativ wahrgenommene Phänomene haben im extremistischen Weltbild meist nur eine Ursache, seien es „die Juden“, „Amerika“ oder „das Kapital“. Dies funktioniere, weil Menschen für einfache Ursache-Wirkungs-Zusammenhänge empfänglich seien. Nach Fischer finden sich in den Abwehrideologien extremistischer Ideologien wiederkehrende, antiliberale Motive. So sei immer wieder die Rede von „Identitätszersetzung und Kulturverfall“, der Gefahr einer „Zerstörung der Gemeinschaft“ und „Motive von dunklen Mächten“. Aus diesen immer wieder auftretenden Motiven könne man die Treiber extremistischen Denkens ableiten. Dazu zählten insbesondere Ängste und Schutzbedürfnisse in einer sich wandelnden und komplexer werdenden Welt.

## Hauptarten

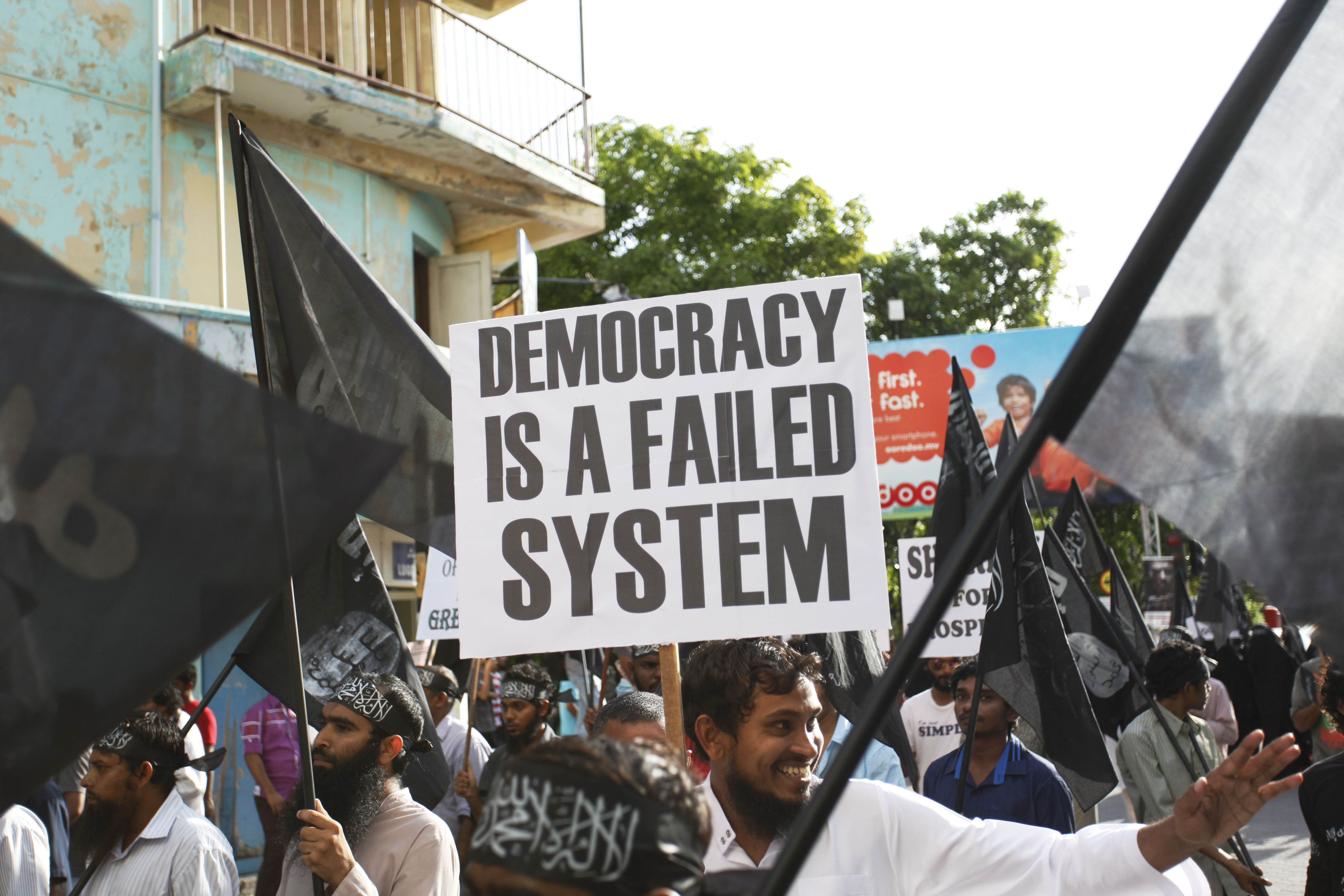
Beispiel für muslimischen Extremismus: Demonstranten auf den Malediven fordern die Einführung der Scharia mit dem Plakat: „Demokratie ist ein gescheitertes System“

Eine sowohl bei Behörden als auch in den Sozialwissenschaften gängige Unterteilung unterscheidet folgende Hauptarten des Extremismus:
- der Linksextremismus: Dieser galt durch den Terror der Roten Armee Fraktion in den 1970er Jahren in der Bundesrepublik als Hauptgefahr für den Verfassungsstaat. Die Behörden fassen darunter sehr verschiedene politische Richtungen, die den Kapitalismus überwinden wollen: einerseits Autonome und Anarchisten, andererseits K-Gruppen und Parteien, die Formen des Kommunismus anstreben. Dabei bezieht sich die Einordnung als Linksextremismus oft eher auf programmatische Ziele als auf tatsächliche Politik.
- der Rechtsextremismus: Dieser galt in den 1990er Jahren als Hauptgefahr und ist Quelle hoher Gewaltbereitschaft. Auch hier werden verschiedene Gruppen und Parteien in ein gemeinsames Spektrum „rechts von“ den demokratischen konservativen Parteien eingeordnet. Als Hauptdifferenz zum Linksextremismus wird genannt, dass der Rechtsextremismus das „Ethos fundamentaler Menschengleichheit“ ablehne.[5] Solche Strömungen werden seit dem Brandanschlag von Solingen, dem Mordanschlag von Mölln, den Ausschreitungen in Rostock-Lichtenhagen und den Ausschreitungen von Hoyerswerda in der Regel als gewaltbereiter und aggressiver eingeschätzt als der Linksextremismus. Seit dem vom ehemaligen Bundeskanzler Gerhard Schröder ausgerufenen „Aufstand der Anständigen“ und dem Scheitern des NPD-Verbotsverfahrens hat die Aufmerksamkeit in den Medien wie auch bei Behörden hier jedoch wieder nachgelassen. Das Thema Rechtsextremismus bekam dann seit November 2011 wieder größere Aufmerksamkeit in der Öffentlichkeit, nachdem die Verantwortung der rechtsextremistischen terroristischen Vereinigung Nationalsozialistischer Untergrund (NSU) für eine Mordserie an Ausländern (2000 bis 2006), den Nagelbombenanschlag in Köln (2004) und den Polizistenmord von Heilbronn (2007) publik geworden war. In Folge des Anschlags in Hanau 2020 erklärte Innenminister Horst Seehofer (CSU), Rechtsextremismus „ist derzeit die höchste Sicherheitsbedrohung für die Bundesrepublik“.[18]
- der islamistische Extremismus, dessen Vertreter in verschiedenen Spielarten einen Fundamentalismus vertreten, dessen Interpretation des Islam den Freiheits- und Emanzipationsversprechen der Aufklärung diametral entgegensteht und immer auch gegen Juden gerichtet ist. Er findet sich etwa bei den Muslimbrüdern, bei Al-Qaida und dem IS.[19] Spätestens seit, in dem Fall Al-Qaida, mit den Terroranschlägen des 11. September 2001 Terroranschläge verstärkt auch in westlichen Staaten verübt werden, stellt er auch hier eine Gefahr für die innere und äußere Sicherheit dar. Unter den hiesigen Akteuren rücken neben Personen aus dem Nahen Osten und Zentralasien auch solche aus der zweiten oder dritten Einwandergeneration oder zum Islam Konvertierte, die aufgrund „religiöser, gesellschaftlicher, kultureller oder psychologischer Faktoren“ das westliche Wertesystem ablehnen, in den Fokus von Wissenschaft und Verfassungsschutz.[20] Diese agierten in Gruppierungen mit Kontakten zu islamistischen Strukturen im Ausland, sowie in Kleinstgruppen oder aber auch als Einzelpersonen und seien ideologisch oft in der Nähe zu Al-Qaida[21] sowie seit Mitte der 2010er-Jahre des IS[22] angesiedelt.
- Der von den Verfassungsschutzbehörden so genannte „Ausländerextremismus“, der ausländische extremistische Aktivitäten im Inland erfasst, wird nicht als eigener Typus des Extremismus verstanden.

In der Soziologie wurde bereits Ende der 1950er Jahre der nicht unumstrittene Begriff eines Extremismus der Mitte eingeführt. Demzufolge neigen nicht nur die rechten und linken „Ränder“ eines Parteiensystems zur Diktatur, sondern auch die Parteien der Mitte. Seit Anfang der 1990er Jahre wird der Begriff verstärkt dazu benutzt, um auf intolerante Tendenzen innerhalb der politischen Mitte aufmerksam zu machen, die einen „Resonanzboden“ für die Ausbreitung extremistischer Weltanschauungen bilden könnten.

## Kritik des Begriffes
Vor dem Hintergrund von Herkunft und Gebrauch der Begriffe „Radikalismus“ und „Extremismus“ ist auch in der Extremismusforschung selbst umstritten, ob und inwieweit die Abgrenzung gegenüber „radikalen“ oder „extremistischen“ Tendenzen der Verteidigung demokratischer Positionen dienen kann. Kritiker heben hervor: Da die „Definitionsmacht“ hier bei den politischen Institutionen des Staates liege, bestehe die Gefahr, dass andere Demokratievorstellungen ausgeblendet und Minderheitspositionen tendenziell mit illegitimen politischen Zielsetzungen gleichgesetzt werden.
Die Verwendung solcher Begriffe dient dazu, dem Staat gegenüber ablehnend eingestellte Gruppen oder Einzelpersonen, die durchaus unterschiedliche Ziele und Inhalte vertreten können, anhand bestimmter idealtypischer Merkmale zusammenzufassen und in eine „Schublade“ einzuordnen. So ließen sich nach herrschender Meinung Merkmale bestimmen, die allen Extremismen gemeinsam sind (Alleinvertretungsanspruch, Ablehnung pluralistisch-demokratischer Systeme, Dogmatismus, Freund-Feind-Denken und ein Fanatismus, dem jedes zum Ziel führende Mittel legitim erscheint). Damit werden nach Ansicht von Kritikern aber die inhaltlichen Divergenzen zwischen den verschiedenen „Extremisten“ ausgeblendet oder jedenfalls nicht genügend berücksichtigt.
Anhänger des klassischen Extremismusbegriffs wenden demgegenüber ein, die unterschiedlichen (und möglicherweise auch moralisch unterschiedlich zu bewertenden) Zielsetzungen verschiedener extremistischer Gruppen seien jedenfalls dann verhältnismäßig unbeachtlich, wenn das explizit oder implizit favorisierte Endziel trotz der im Einzelnen abweichenden politischen Inhalte und Ideale ein diktatorisches, die persönliche Freiheit aufhebendes Regime sei oder die Bedrohung durch ein derartiges Szenario zumindest in Kauf genommen wird. „Mit der gemeinsamen Bezeichnung ‚Extremismus‘ ist nicht mehr oder weniger gemeint, als dass die Bewegung auf die Errichtung oder Bewahrung einer Diktatur zielt.“ Daher bestreiten Vertreter des klassischen Konzeptes die grundsätzliche Untauglichkeit der etablierten Begrifflichkeiten. Auch innerhalb des etablierten Extremismuskonzeptes werde zwischen den Ideologien von Rechtsextremismus und Linksextremismus deutlich unterschieden. Dass diese Unterscheidung dennoch von der Warte eines eigenen Wertegerüstes ausgehe, das im demokratischen Verfassungsstaat wurzele, werde nicht geleugnet: „Der Extremismusansatz ist nämlich nicht staats- oder systemtreu, wie ihm ab und an vorgeworfen wird, sondern demokratietreu.“
Die Auseinandersetzung um die Berechtigung des normativen Extremismusbegriffes macht deutlich, dass die Verwendung des Oberbegriffs „Extremismus“ bei staatlichen Behörden und Gerichten im Rahmen des Verfassungsschutzes wesentlich unproblematischer gesehen und gehandhabt wird als in Forschung und Wissenschaft.
Gero Neugebauer vertritt in diesem Zusammenhang den Standpunkt, von einer eigenständigen empirischen Extremismusforschung im eigentlichen Sinn könne bislang kaum die Rede sein. Die einschlägige Literatur fasse vor allem Ergebnisse anderer Forschungsbereiche zusammen und ordne sie unter den Extremismusbegriff, aufgeteilt nach Links- und Rechtsextremismus, ein. Obschon es in Bezug auf den Rechtsextremismus zwar durchaus beachtliche Forschungsleistungen gebe, treffe das für den Bereich des Linksextremismus aber nicht zu. Erschwerend komme hinzu, dass die Zuordnung zu einem politischen Spektrum zeitlichen Veränderungen unterworfen sein kann. Das normative Extremismuskonzept werde wegen seiner „Eindimensionalität“ und „Fixierung auf den demokratischen Rechtsstaat“ der komplexen gesellschaftlich-politischen Wirklichkeit kaum gerecht.
Eindimensional sei der Begriff wegen der Vorstellung von einer „Achse“, auf der sich das politische Spektrum von links über die Mitte bis nach rechts gruppiere. Aus diesem Konstrukt ergäben sich vielfältige Zuordnungs- und Abgrenzungsprobleme und damit erhebliche Interpretationsspielräume. Der Extremismus markiere jeweils den äußersten Rand des Spektrums, dessen Mitte eine politische Wertung sei. Aus dieser normativen Sicht leite sich ein Extremismusbegriff her, der alle Einstellungen, Verhaltensweisen, Institutionen und Ideen einschließt, die sich in irgendeiner Weise gegen den demokratischen Verfassungsstaat richten. Das mache die normative Begriffskonzeption aber noch nicht zur Grundlage für belastungsfähige empirische Forschung, die die Heterogenität politischer Einstellungen zufriedenstellend berücksichtigen könne.
Auch die Befürworter der herrschenden normativen Definition betonen, dass zwar Gemeinsamkeit in der Ablehnung des „demokratischen Verfassungsstaates“, zugleich aber auch fundamentale Unterschiede zwischen extremistischen Gruppen bestehen. So betonen etwa Uwe Backes und Eckhard Jesse:

„Zwischen rechten und linken Extremismen, Anarchisten und Kommunisten, Monarchisten und Neonationalsozialisten bestehen beträchtliche Divergenzen, so dass rechts- und linksextreme Gruppen sich nicht nur gegenseitig, sondern auch untereinander oft heftig bekämpfen.“

Ähnlich führt Steffen Kailitz aus: 

„Eine einheitliche extremistische Ideologie existiert natürlich nicht. Nicht nur, dass Links- und Rechtsextremisten keine gemeinsame Ideologie haben. Sie sind einander in aller Regel sogar spinnefeind.“

Für Neugebauer hat der normative Extremismusbegriff deswegen insgesamt Stärken und Schwächen: Er eigne sich vor allem dazu, „Gegner der freiheitlichen demokratischen Grundordnung zu identifizieren und ihr Verhalten gegebenenfalls zu sanktionieren“. Für die darüber hinausgehenden Forschungsinteressen der Sozialwissenschaften lehnt Neugebauer die Verwendung des „eindimensionalen“ Achsenmodells hingegen als „unterkomplex“ (will sagen: der Komplexität der beschriebenen Verhältnisse nicht angemessen) ab. Der Linksextremismus sei politisch und ideologisch wesentlich inhomogener als der Rechtsextremismus. Daher habe sich zwar eine sozialwissenschaftliche Rechtsextremismusforschung, aber keine Linksextremismusforschung etabliert und der Extremismusansatz habe sich in der sozialwissenschaftlichen Forschung nicht durchsetzen können. Im Kontext behördlicher Exekutivmaßnahmen und des Schutzes der FDGO behält der Begriff jedoch auch für Neugebauer seine Berechtigung.
Claus Leggewie wirft der Verwendung des Begriffs durch die Ämter des Verfassungsschutzes mangelnde Präzision ebenso wie eine weit in das Vorfeld politischer Kommunikation hinein verlagerte Aktivität der Behörden vor. Abzustellen sei deswegen nicht schon auf eine Vorfeldaufklärung potentieller und vermuteter Extremisten im Rahmen eines „westdeutschen Sonderweges, wie er in keiner anderen westlichen Demokratie“ existiere, sondern erst auf Feststellung gewaltsamen Verhaltens oder politischer Straftaten.